# German Anatoljewitsch Skurygin
German Anatoljewitsch Skurygin (russisch Герман Анатольевич Скурыгин; * 15. September 1963 in Wutno, Udmurtien; † 28. November 2008 in Ischewsk) war ein russischer Leichtathlet, dessen Spezialdisziplin das Gehen war.

## Sportliche Erfolge
Skurygin gewann die Silbermedaille bei den Leichtathletik-Weltmeisterschaften 2003 im Wettbewerb über 50 km Gehen in nationaler Rekordzeit von 3:36:42 h. Skurygin musste sich dabei nur dem Weltrekord (3:36:03 h) gehenden Polen Robert Korzeniowski geschlagen geben.

## Dopingbefund
Skurygin überquerte bei den Leichtathletik-Weltmeisterschaften 1999 als Erster die Ziellinie über 50 Kilometer, wurde aber nachträglich des Dopings mit Gonadotropin überführt und für zwei Jahre gesperrt. Der Titel wurde Ivano Brugnetti zuerkannt.

## Bestzeiten
- 20 km Gehen – 1:22:12 h (1988)
- 50 km Gehen – 3:36:42 h (2003)[1]

## Sonstiges
Bei einer Körpergröße von 1,64 m betrug sein Wettkampfgewicht 61 kg.
Skurygin starb 2008 an einem Herzinfarkt.